# Брељија (Комо)
Брељија је насеље у Италији у округу Комо, региону Ломбардија.
Према процени из 2011. у насељу је живело 96 становника. Насеље се налази на надморској висини од 751 м.